# Несвижский иезуитский коллегиум
Несвижский иезуитский коллегиум (лат. Collegium Nesvisiensis) — закрытое среднее учебное заведение классического (филологического) типа, существовавшее в 1586−1773 годах. Ставил целью воспитание учащихся в духе глубокой религиозности, преданности католицизму и Ордену иезуитов.

## История создания коллегиума
В середине XVI века, при канцлере великом литовском князе Николае Радзивилле Чёрном, бывшим сначала лютеранином, а затем кальвинистом, — Несвиж стал центром кальвинизма. Здесь князь основал типографию, где печаталась полемическая протестантская публицистика. В своих владениях Николай Радзивилл Чёрный повсеместно закрывал костелы и церкви, превращая их в кальвинистские сборы.
Старший сын и наследник Николая Радзивилла Чёрного Николай Радзивилл Сиротка в 1567 году принял католичество и с тех пор всей своей жизнью и общественной деятельностью опровергал религиозные убеждения отца. Лучшим средством для возвращения своих подданных в католичество Радзивилл Сиротка посчитал приглашение в Несвиж миссии иезуитов. С этой просьбой он обратился к генералу ордена Клаудио Аквавива
. В 1582 году для ознакомления с Несвижем прибыли два представителя Ордена, которым город так не понравился, что они даже назвали его «неприличным местом». В августе 1584 года Радзивилл Сиротка оформил отношения с приглашенными иезуитами в виде дарственной: иезуитам был подарен Липск с шестью деревнями. Радзивилл Сиротка задумал «в центре Сарматии образовать настоящую Италию». Был выстроен большой Несвижский замок со службами, разбит парк. В городе возводились каменные комплексы женского бенедиктинского и мужского бернардинского монастырей. Но духовным центром этих преобразований было строительство каменного костёла и коллегиума иезуитов. Несвижский коллегиум стал третьим в Великом княжестве Литовском после виленского и полоцкого. Позже возникли Минский, Новогрудский, Пинский, Оршанский, Мстиславский, Витебский, Юровичский коллегиумы.

## Архитектура коллегиума
Сначала несвижские ученики помещались в деревянном доме. Когда в 1586 году их стало 80, началось строительство нескольких каменных зданий. Число учащихся достигло 300.
Руководил строительством коллегиума, как и костёла, видимо также Джованни Бернардони. Первый камень заложен 26 июня 1586 года, часть здания была возведена в 1588 году, окончательно завершено строительство в 1599 году.
Здание коллегиума было соединено с фарным костёлом крытой галереей, находящейся с алтарной стороны. В основе планировки коллегиума — замкнутая композиция вокруг квадратного внутреннего двора — клуатра, основным мотивом архитектурного оформления последнего была ренессансная аркада. В центральной части главного фасада − неглубокий ризалит, в котором по бокам от сквозного прохода к монастырскому двору находились привратницкая с кельей привратника. Слева от входа − здание с тремя кельями, кухней, кладовой и трапезной. Трапезная немного выходила за пределы наружных стен и образовывала угловой ризалит. Напротив главного входа, в противоположной части двора, находились гостиная, кельи, кладовая и комнаты казначея. С этой частью перпендикулярно соединялся блок помещений, включавших комнаты служителей, лаборатории, аптеку и жильё аптекаря. Справа от входа находился учебный корпус, имевший отдельный вход. Учебный корпус составляли помещения, отведённые под классы, библиотеку и типографию. На втором этаже помещались кельи монахов, ректорат и часовня. В отличие от раннебарочного костёла, коллегиум имел типичные ренессансные черты. Интерьеры ряда помещений были оформлены фресками.

## Система образования. Деятельность коллегиума
По своему характеру иезуитская школа была гуманитарной, принадлежала к распространённому в тогдашней Европе грамматико-риторическому типу учебных учреждений. Главной целью учебного курса было овладение латинским языком. Можно даже сказать, что успехи в других предметах считались второстепенными и должны были помочь в освоении основного курса — латыни. В общем программа была основана на доктрине семи свободных искусств (septem artes liberalis). Согласно ей, вся система обучения ограничивалась изучением двух главных циклов наук — сначала «тривиума» (грамматика, риторика, диалектика), затем «квадривиума» (арифметика, геометрия, астрономия, музыка). Причем, в полном объёме они преподавались в университетах, а коллегиумы знакомили молодежь только с основами тех или иных курсов. Иезуитское образование имело много привлекательных черт, благодаря которым школы никогда не пустовали, а, наоборот, имели большой наплыв учеников. Одним из значимых достижений стала бесплатность обучения, что было новшеством для того времени. Хотя в целом школы были рассчитаны для детей знати, в них обучались и дети крестьян, экономов, подстарост и т. д.
Несвижский коллегиум начал свою деятельность в 1586 году, открыв один класс грамматики, в 1587 году добавились уроки поэзии и риторики. Сначала в коллегиуме было два отделения. В младшем обучались 6 лет (пятый класс был двухлетним). Первые три класса назывались низшей школой, или грамматическими классами, потому что основное внимание там уделялось изучению грамматики латинского языка. Структура коллегиума и учебного плана выглядела следующим образом:
- 1-й класс—infima classis grammaticae (начальная грамматика) — учились читать и писать на латыни, а также переводить наиболее легкие тексты и эпиграммы;
- 2-й класс—media grammaticae (средняя грамматика) — знакомились с этимологией латинских слов, рассматривали греческую грамматику;
- 3-и класс—supreme classic grammaticae (высшая грамматика) — правила построения фраз на латыни, катехизис, чтение на греческом языке.
- 4-й класс—humanitas (поэтика) — свободное пользование языком, переводы, правила составления стихов, непосредственная подготовка к занятиям красноречием.
- 5-й класс — риторика, — вводилось латинское красноречие, стилистика, мифология, география, античная история. Ученики осваивали ораторское мастерство, искусство написания писем, разрабатывали навыки ведения бесед — приветственных и прощальных, публичных и частных.

Ученик, закончивший коллегиум и желающий высшее образование, поступал в класс философии, обучение в котором обычно продолжалось 2 года. Один год отводился для освоения логики, а второй для физики с математикой и метафизики. Причем все предметы преподавал один педагог, который внимательно следил за становлением философского мировоззрения ученика. После получения философского образования давалась возможность учиться на 4-летних богословских отделениях, которые были при крупнейших коллегиях (Вильнюс, Гродно, Полоцк, Пинск). Здесь изучалась догматическое и полемическое богословие, каноническое право и т. д. Вместе с теоретическим курсом осваивали искусство отправления таинств, церковных песнопений, чтения литургий, историю календаря.
Внимательно относились иезуиты и к физическому воспитанию учащихся. Два раза в неделю (по вторникам и четвергам) отменялись послеобеденные занятия, и юноши отправлялись за город, где выполняли ряд гимнастических и военных упражнений, а также играли в различные игры. Наиболее популярными были игры в мяч, борьба, метание камней на дальность, фехтование, бег наперегонки. Кроме того, учащиеся осваивали навыки верховой езды. Учиться же плавать многие начинали с переправы через реку, держась за гриву коня. Возможно, физические занятия объяснялись не столько заботой о здоровье молодежи, сколько практическими расчетами, но, тем не менее, это была прогрессивная черта образовательного процесса.
Была хорошо разработана система стимулирования учащихся. Среди методов выделялись стремление активизировать их внимание через постоянное сохранение эффекта новизны и актуальности, вызвать чувства удивления и заинтересованности. Важнейшее место занимало соперничество. В начале каждого учебного года преподаватель давал всем сложное задание, и тех, кто его выполнит, назначал консулами, или декурионами будущих команд, после чего из остальных составлялись пары (приблизительно равные по способностям). Из каждой пары декурион выбирал в свою команду ученика, и таким образом весь класс разделялся на две группы. Они выбирали название — римляне и карфагеняне, греки и римляне. Когда учитель вызывал одного из пары, вставал и его напарник, по возможности дополняя или исправляя ответ «конкурента». Отметки выставлялись как ученику, так и его команде. В конце недели подводились итоги, и объявлялась команда-победитель, занимавшая почетные скамейки в аудитории. Такие игровые элементы, объединённые с серьёзной познавательной деятельностью, позволяли добиться большего сосредоточения на учёбе с одновременным развитием чувства ответственности не только за себя, но и за команду. Но известно, что каждый ученик есть индивидуальность, и большинство из них имеет собственные амбиции. Ради этого существовала своеобразная «социальная иерархия». Учителя коллегиума умели находить таланты и развивать их. Этой цели служили так называемые академии (вроде сегодняшних научных кружков), являющиеся своеобразной формой индивидуальной работы с учениками.
Иезуиты открывали при коллегиумах театры. Большей части населения средневековой Беларуси этот вид искусства стал известен благодаря иезуитам. Спектакли на библейские темы, шедшие на подмостках коллегиума, в дальнейшем стали своеобразным отчетом по риторике. С 1610 года действовала музыкальная бурса Несвижского коллегиума.
Как и сейчас, единицей воздействия преподавателя был целый класс, но практически не учитывались возрастные особенности воспитанников. Часто в одном классе объединялись молодые люди, возраст которых колебался от 10-12 до 25-30 лет. Понятно, что для их успешного обучения нужны принципиально разные методики, но это не всегда удавалось.
Одним из главных недостатков являлось, безусловно, применение телесных наказаний, которые часто осуществлялись с жестокостью. Система физических наказаний была досконально разработана. При мелких нарушениях использовали плаценту (круглую, шириной в ладонь, сложенную в несколько раз кожу, прикрепленную к ручке), которой били по рукам. Березовой розгой и «дисциплиной» (широким ременным бичом) наказывали за невыученный урок и несоблюдение школьных правил. За самые тяжелые провинности назначали удары плетью. Сами иезуиты-педагоги никогда не принимали участия в экзекуциях.
В 1620 году в коллегиуме был организован конвикт (интернат) для детей бедной шляхты. До 1773 года работали приходская начальная школа, аптека. С 1751 года начала свою работу несвижская типография Радзивиллов, подаренная коллегиуму, и выпустившая около 70 религиозных, полемических, учебных изданий на латинском и польском языках; альбом гравюр на меди «Портреты семьи Радзивиллов…» (1757) включает 165 гравюр. Библиотека коллегиума к концу его существования насчитывала 15 тыс. томов.
В 1773 году, после роспуска иезуитского ордена, здание коллегиума было передано Национальной комиссии по образованию, учрежденной Сеймом 1773—1775 гг. Костёл переведён в приходские парафиальные. Впоследствии здания коллегиума отдали под казармы; в 1826 году казармы снесли, и на этом месте построили новые казармы.
Ректоры Несвижского коллегиума/.
Войцех Мросковский (1587—1595), Мельхиор Дитиус (1595—1602), Войцех Мросковский (1602—1605), Михал Салпа (1605—1608), Мацей Галмин (1608−1610), Валентий Матей (1610—1614), Шимон Госс (1614−1616), Михал Ортиз (1616—1620), Ян Аланд (1620—1623), Войцех Сласки (1623—1627), Михал Ортиз (1627—1630), Войцех Сласки (1630—1635), Кшиштоф Залевский (1635—1637), Ежи Хоффман (1637—1638), Анджей Лужковский (1638−1641), Михал Гинкевич (1641—1644), Томаш Клаге (1644—1647), Станислав Бобинский (1647—1650), Анджей Щепковский (1650—1653), Освальд Крюгер (1650−1655), Стефан Залевский (заместитель ректора) (1655—1658), Рафал Клосовский (1658—1661), Анджей Волович (1661—1665), Павел Иджковский (1665—1668), Самуэль Кудеровский (1668−1669), Ян Андрейкевич (1670—1673), Мацей Старшинский, (1673—1676), Войцех Пжедзинский, (1676—1677), Мацей Старшинский, (1677—1680), Владислав Рудзинский, (1680—1683), Павел Браницкий, (1683—1686), Адам Краснодебский (1686—1689), Михал Буйновский (1689−1690), Якуб Хладовицкий (1691—1693), Ежи Клаус (1693—1696), Марцин Пржерадовский (1696—1699, Александр Каштела (1699—1702), Ян Лукашевич (1702—1705), Якуб Хржановский (1705—1709), Петр Пузына (1709—1713), Михал Суфчинский (1713−1714), Войцех Богушевич (1714—1720), Ян Клатт (1720—1723), Адам Минкевич (1723—1727), Франциск Карневский (1727—1731), Александр Морикони (1731—1732), Юзеф Садовский (1732—1735), Игнаций Вилькинович (1735—1739), Ян Пошаковский (1739−1742), Казимеж Бжозовский (1742—1745), Ян Иллинич (1745—1748), Ян Володкович (1748−1749), Марцин Бжозовский (заместитель ректора) (1749—1750, (ректор) (1750—1755), Юзеф Бжозовский (1755—1758), Адам Абрамович (1758—1763), Кароль Корыцкий (1763—1765), Игнаций Петриций (1765−1768), Войцех Чайковский (заместитель ректора) (1768—1770), Адам Абрамович (1770—1773).